# Tung Csao-cse
Tung Csao-cse (Dong Zhaozhi) (egyszerűsített kínai írással: 董兆致; Kanton (Guangzhou), 1973. november 16. –) olimpiai és világbajnoki ezüstérmes kínai tőrvívó.